# Jelena Keltschewskaja
Jelena Keltschewskaja (russisch Елена Кельчевская, engl. Transkription Yelena Kelchevskaya; * 7. Mai 1955) ist eine ehemalige sowjetische Sprinterin.
1982 wurde sie über 200 m nationale Hallenmeisterin und gewann bei den Leichtathletik-Halleneuropameisterschaften in Mailand Silber. Bei den Leichtathletik-Europameisterschaften in Athen kam sie mit der sowjetischen Mannschaft in der 4-mal-100-Meter-Staffel auf den fünften Platz.

## Persönliche Bestzeiten
- 60 m (Halle): 7,20 s, 3. Februar 1990, Tscheljabinsk
- 100 m: 11,30 s, 16. Juli 1987, Brjansk
- 200 m: 23,08 s, 23. Mai 1987, Zaghkadsor
  - Halle: 23,35 s, 7. März 1982, Mailand